# Westerbeek (huis)

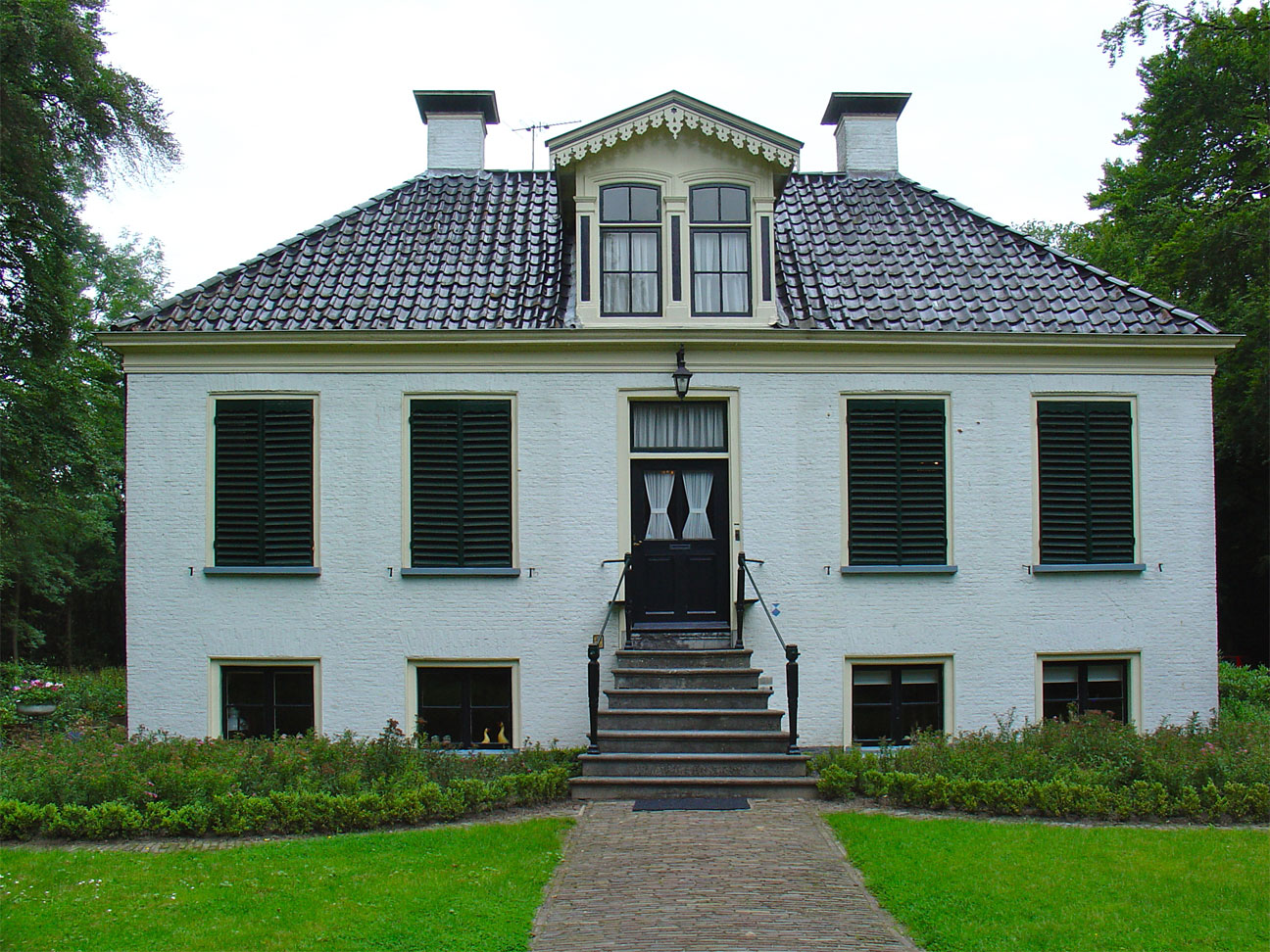
Het huis Westerbeek anno 2009 - hoofdkwartier van de Maatschappij van Weldadigheid

Huis Westerbeek is een bij het voormalige landgoed Westerbeeksloot behorend herenhuis in de Drentse plaats Frederiksoord, dat sinds 1818 in het bezit is van de Maatschappij van Weldadigheid.
In 1614 kocht jonker François van Westerbeek, commandeur van de vesting Steenwijk, gronden in de buurt van Vledder om die te vervenen. Hij liet voor de afvoer van turf de Westerbeeksloot graven. Zijn landgoederen werden eveneens Westerbeeksloot genoemd. Hij liet er huis Westerbeeck bouwen, dat op de kaart van Drenthe van Cornelis Pijnacker in 1634 werd ingetekend (zie afbeelding). François van Westerbeek was een kleinzoon van Adam Claesz van Westerbeek, de bewoner van Kasteel Westerbeek in Den Haag.

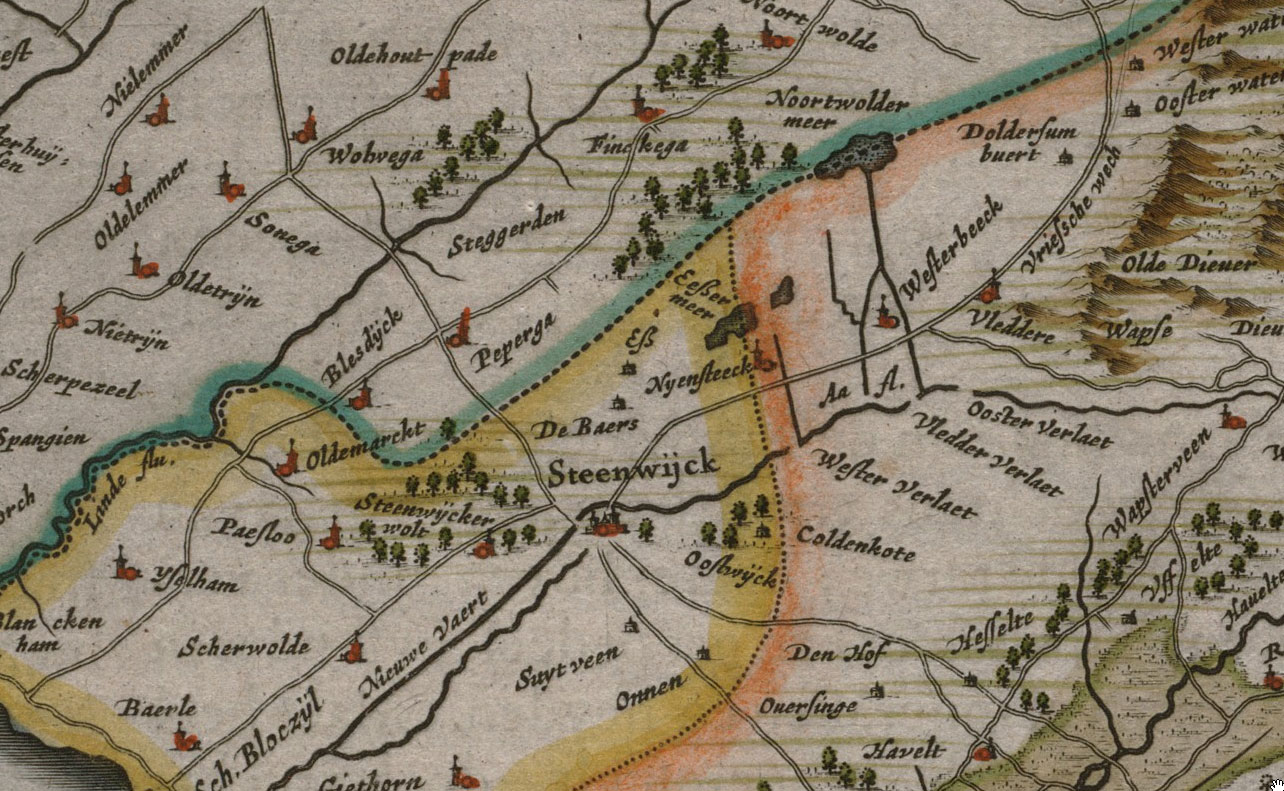
Het eerste huis Westerbeeck van François van Westerbeek aan de Westerbeeksloot op een kaart van Drenthe, getekend door Cornelis Pijnacker in 1634 en opgenomen in de atlas van Blaeu

Het landgoed Westerbeeksloot kwam in 1726 in het bezit van Steven van Royen, een in Steenwijk geboren zijdehandelaar uit Amsterdam. Van Royen bewoonde met zijn gezin het door François van Westerbeek gebouwde huis. Zijn erfgenamen verkochten het gehele landgoed in 1766 aan jonker Nicolaas van Heloma uit Heerenveen. Deze liet een nieuw herenhuis bouwen, het huidige Westerbeek. Heloma en zijn zonen brachten het gebied verder tot ontwikkeling. In 1794 bezat de familie elf woningen in het gebied, een tolhuis en een herberg, het latere hotel Frederiksoord. Ook de zoon van de vroegere eigenaar van Westerbeeksloot, Stephanus Jacobus van Royen, woonde in het tweede herenhuis in het gebied en zou eerst maire en later burgemeester van Vledder worden. Het was deze Stephanus van Royen, die een belangrijke rol speelde bij de komst van de Maatschappij van Weldadigheid naar dit gebied. De erfgenamen Heloma hadden inmiddels hun bezittingen verkocht aan de vermogende oud-burgemeester van Ruinen, R.A.L. Nobel, die tevens, net als Van Royen, lid van de Drentse Staten was. Van Royen trad op als bemiddelaar bij de verkoop van het landgoed in 1818 aan de net opgerichte Maatschappij van Weldadigheid. Nog in datzelfde jaar werd een begin gemaakt met de proefkolonie, waar arme gezinnen uit verschillende delen van het land huisvesting, wat grond en vee kregen om op die manier in hun levensonderhoud te kunnen voorzien. Deze proefkolonie, die eerst naar het landgoed Westerbeek werd genoemd, kreeg later de naam Frederiksoord.
Het huis Westerbeek zelf werd ingericht als woonhuis voor de stichter van de maatschappij Johannes van den Bosch. Ook zijn broer Benjamin, die in de beginperiode als directeur van de kolonie fungeerde, bewoonde een gedeelte van de woning. Na 1859 werd het huis verhuurd en heeft onder meer gefungeerd als predikants-, burgemeesters- en dokterswoning. Na een ingrijpende renovatie in 1975 is huis Westerbeek het hoofdkantoor van de Maatschappij van Weldadigheid geworden.